# Heiko Flottmann
Heiko Flottmann (* 22. Februar 1957 in Osnabrück) ist ein ehemaliger deutscher Fußballspieler und derzeitiger Trainer.

## Laufbahn
Der gebürtige Osnabrücker spielte für TuS Haste 01 in der Landesliga. Im Jahre 1983 holte ihn Helmut Kalthoff, damals Manager des VfL Osnabrück, als Jugendtrainer zu den Lila-Weißen. Von 1988 bis 1994 war Flottmann Trainer der zweiten Herrenmannschaft. Zum 1. März 1994 übernahm er von Werner Biskup das Traineramt der ersten Herren und führte das Team zur Vizemeisterschaft der Regionalliga Nord. Anschließend setzten sich die Osnabrücker bei der Deutschen Amateurmeisterschaft zunächst im Halbfinale gegen den FC Sachsen Leipzig durch und gewannen dann das Endspiel gegen die Stuttgarter Kickers mit 4:2 nach Verlängerung. Im November 1995 übernahm dann Herbert Mühlenberg das Traineramt.
Flottmann trainierte in der Endphase der Saison 1995/96 den Regionalligisten VfL Herzlake und dann in der Saison 1996/97 den westfälischen Verbandsligisten Sportfreunde Lotte. Anschließend kehrte er zum VfL Osnabrück zurück, trainierte die A-Junioren und die zweite Mannschaft und wirkte von 2008 bis 2012 als Nachwuchskoordinator. Im Frühjahr 2011 war Flottmann für drei Monate Interimstrainer der ersten Mannschaft. In der Saison 2012/13 trainierte Flottmann den SV Meppen in der Regionalliga Nord. Anschließend wirkte er als Scout für den FC Bayern München und den Hamburger SV. Von 2016 bis 2022 war Heiko Flottmann sportlicher Leiter im Nachwuchsbereich von Werder Bremen.
Im Juli 2022 übernahm er die Leitung der Nachwuchsabteilung von Arminia Bielefeld. Im November 2024 verließ Flottmann die Arminia und wurde erneut Co-Trainer beim VfL Osnabrück, der sich zu diesem Zeitpunkt im Abstiegskampf der 3. Liga befand. Am 10. Dezember 2024 wurde er nach der Trennung des Vereins von Trainer Pit Reimers gemeinsam mit Tim Danneberg von seiner Aufgabe entbunden.

## Erfolge
- Deutscher Amateurmeister: 1995

## Privates
Mit seiner Frau Juliane hat er zwei erwachsene Söhne. Während Daniel Flottmann für den SC Fortuna Köln und Rot Weiss Ahlen in der 3. Liga spielte war sein Bruder Yannick nur im Amateurliga tätig. Im Jahre 2015 machte sich Flottmann mit einer Firma für Scouting und Coaching selbständig.